# Richard Trýb
Richard Trýb (1914, Praha – 2002, Brno) byl český chirurg, syn profesora Antonína Trýba. Jeho sestra byla Helena Trýbová.
Byl přednostou III. chirurgické kliniky FN Brno na Pekařské v letech 1967–1972.